# موذقة
موذقة  (بالإيطالية: Modica موديكا)‏ مدينة إيطالية في جنوب شرق جزيرة صقلية، ضمن مقاطعة راغوزا عدد سكانها 53.857 نسمة، وتبعد عن مدينة رغوس 15 كم جنوبا، في هضبة على جبال إبلا وعند التقاء نهرين مقسمان الهضبة إلى أربعة تلال، وأعدتها منظمة اليونسكو ضمن مواقع التراث العالمي في إيطاليا.

## السكان
في سنة 1861 بلغ عدد السكان 32٬492 نسمة، وتطور العدد ليصل في سنة 2011 لـ 53٬959 نسمة.
يظهر هذا المخطط البياني تطور النمو السكاني لـ موذقة

## التاريخ
و وفقا لثوسيديديس تأسس المدينة في عام 1360 ق.م أو 1031 ق.م وسكنها السيكوليون منذ القرن السابع قبل الميلاد. وربما كان منذ فترة مبكرة تابعة لسرقوسة. احتل الرومان موذقة بعد معركة الجزر العقادية ضد القرطاجيين في الحروب البونيقية عام 241 ق.م بمعية سرقوسة وكل صقلية. أصبحت موذقة واحدة من خمس وثلاثين من مدن decuman «تلقائيا استسلمت» مدن الجزيرة واضهدت من المشرع فيريس. وأصبحت بلدية مستقلة وظهرت كمكان لبعض الأحداث. وذكرها بطليموس وبليني من ضمن المدن الداخلية في الجزيرة ؛ ورغم أن اسمها لم يوجد في سير الرحالة، ولكنها ذكرت مرة أخرى من قبل جغرافي رافينا.، وذكرها الشاعر سيليوس إتاليكوس أيضا في قائمته لمدن صقلية.

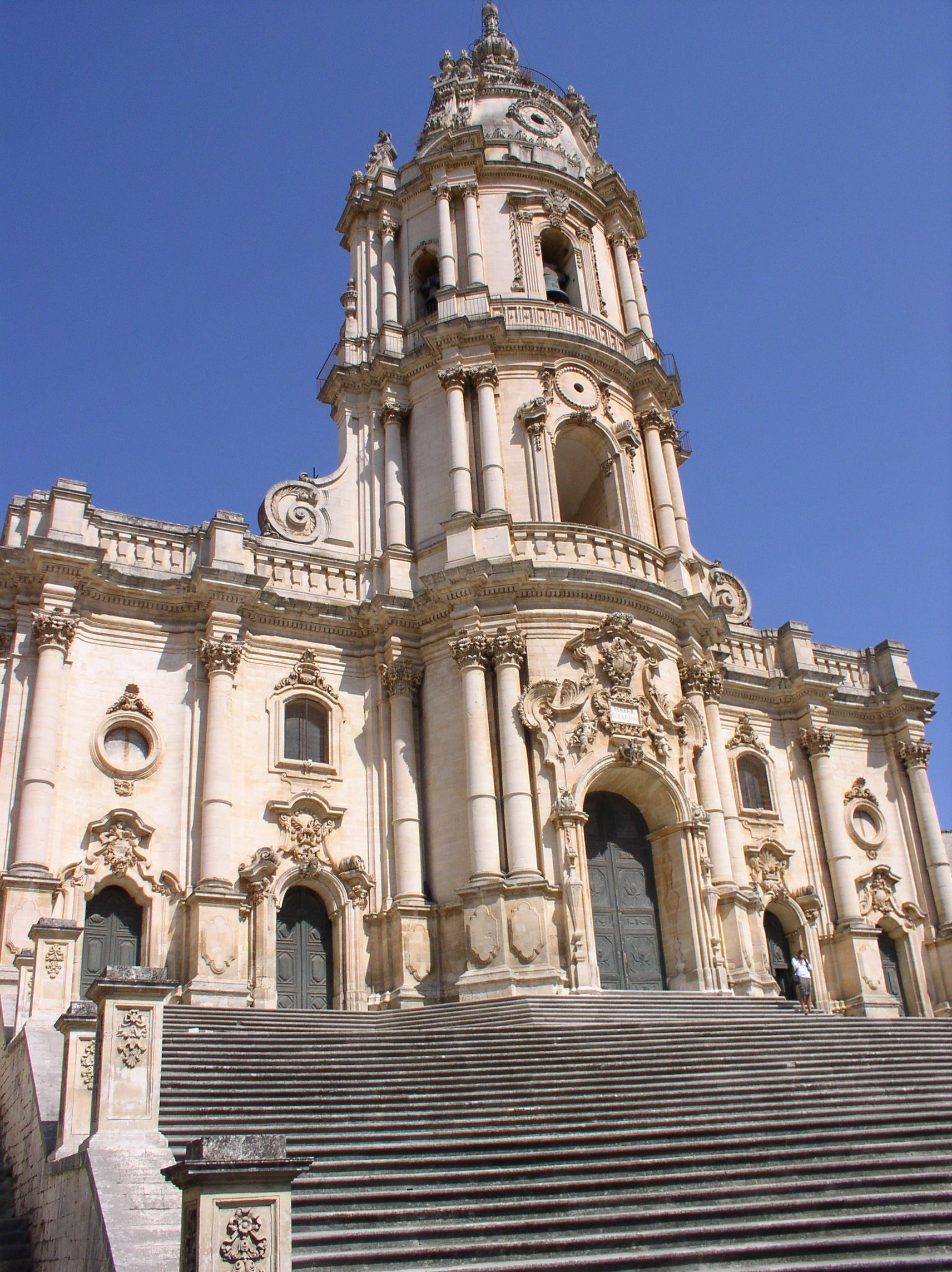
كنيسة القديس جرجيس
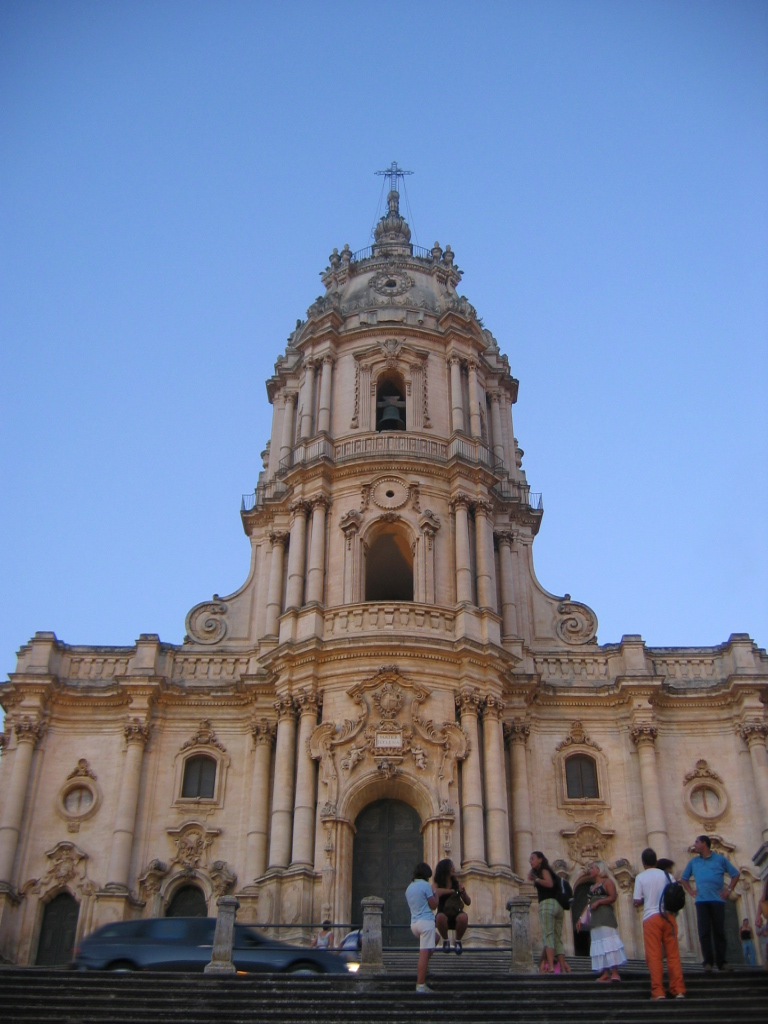
كنيسة القديس جرجيس
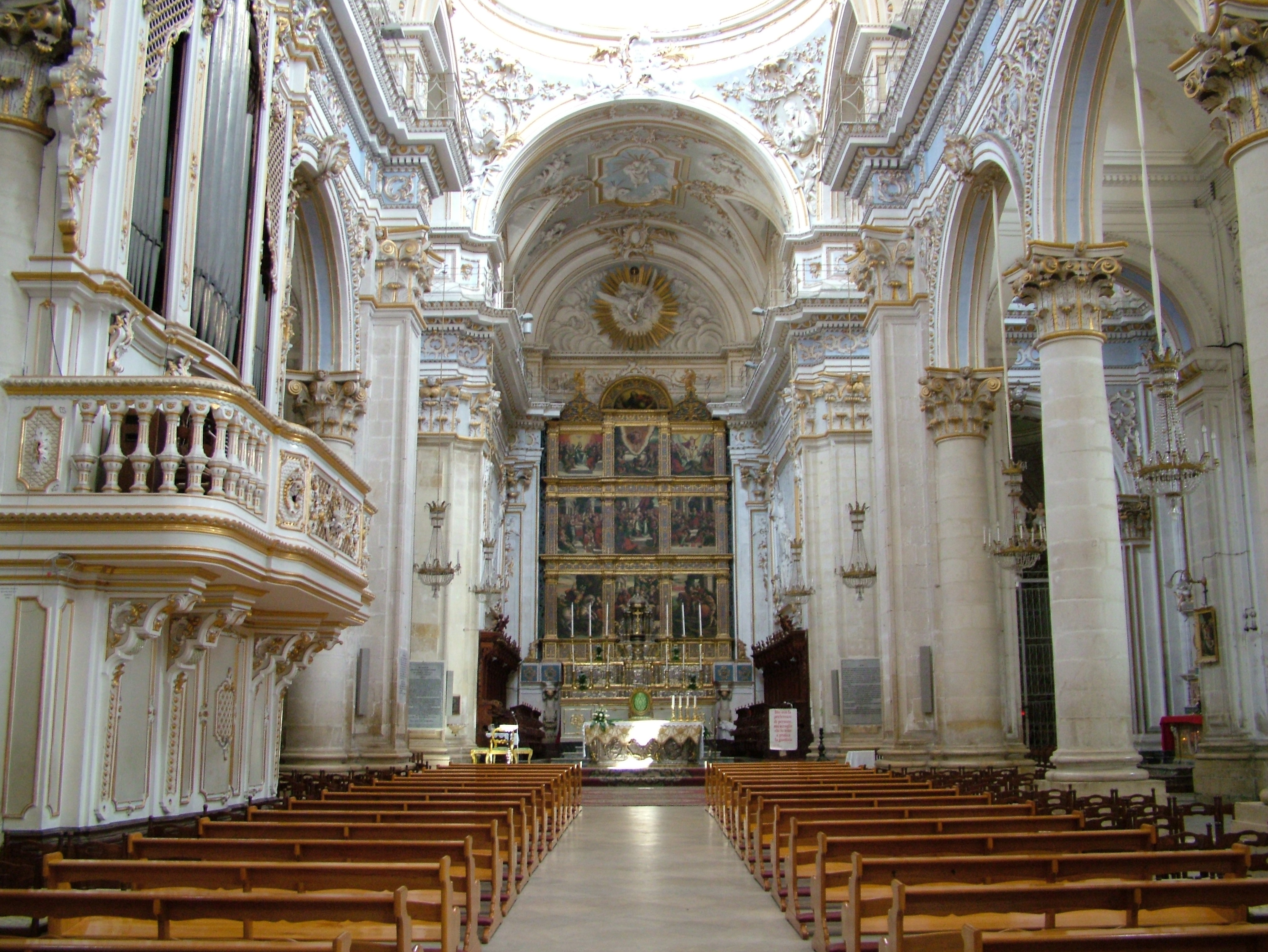
كنيسة القديس جرجيس
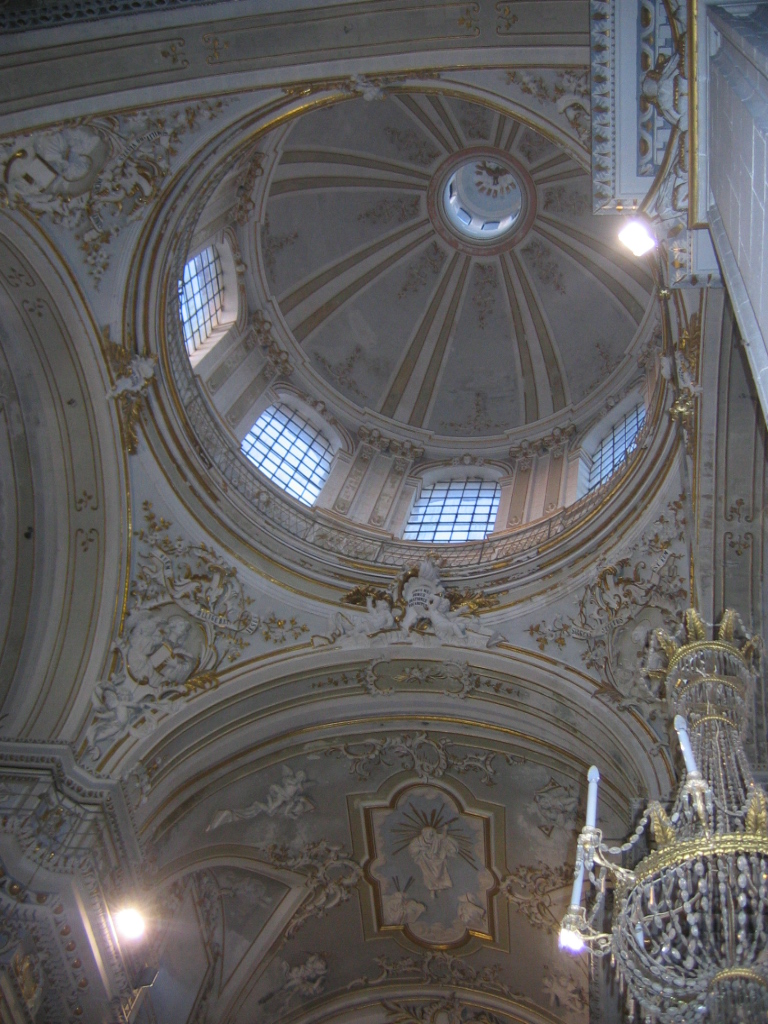
قبة كنيسة القديس جرجيس
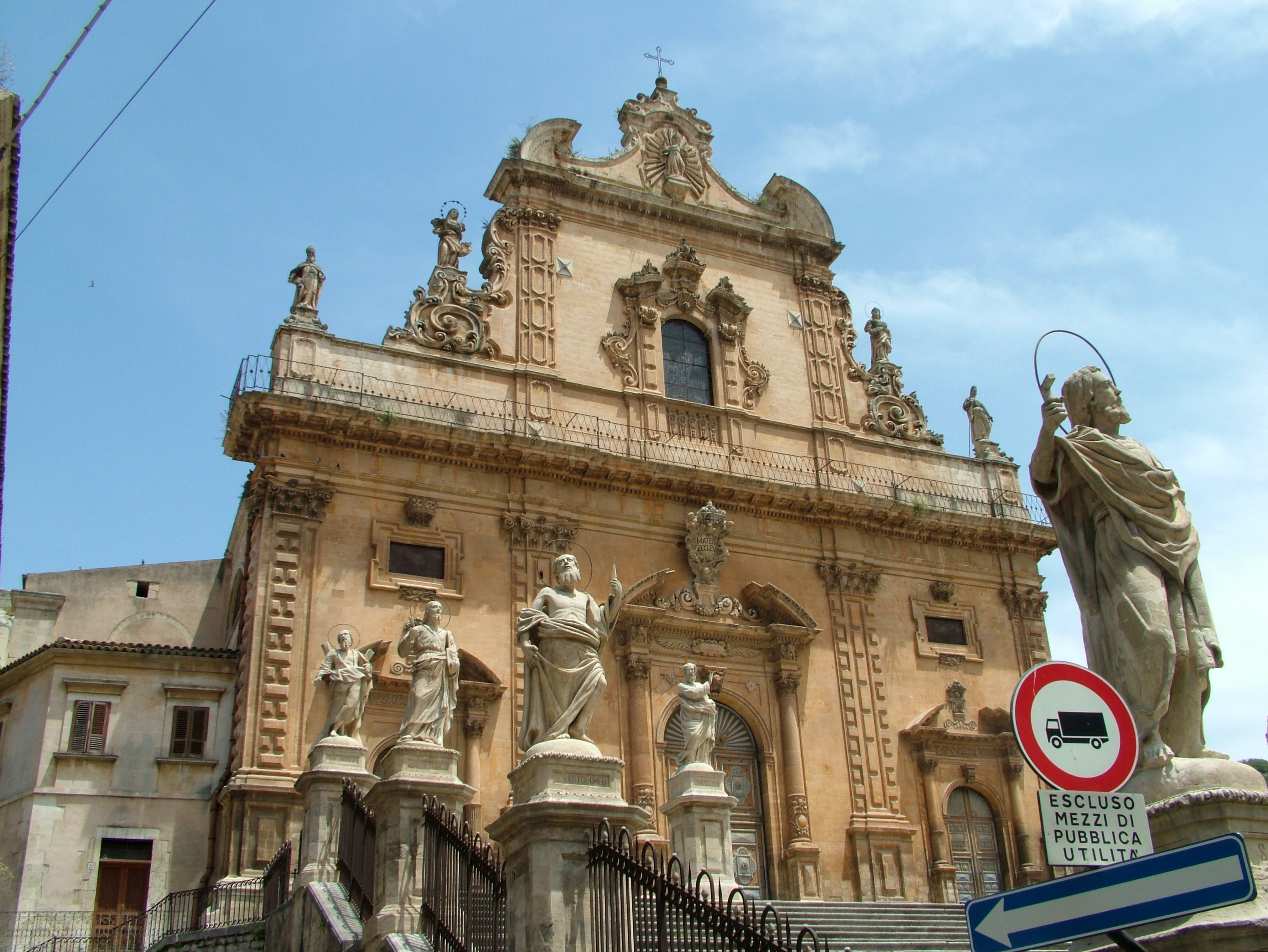
كنيسة القديس بطرس
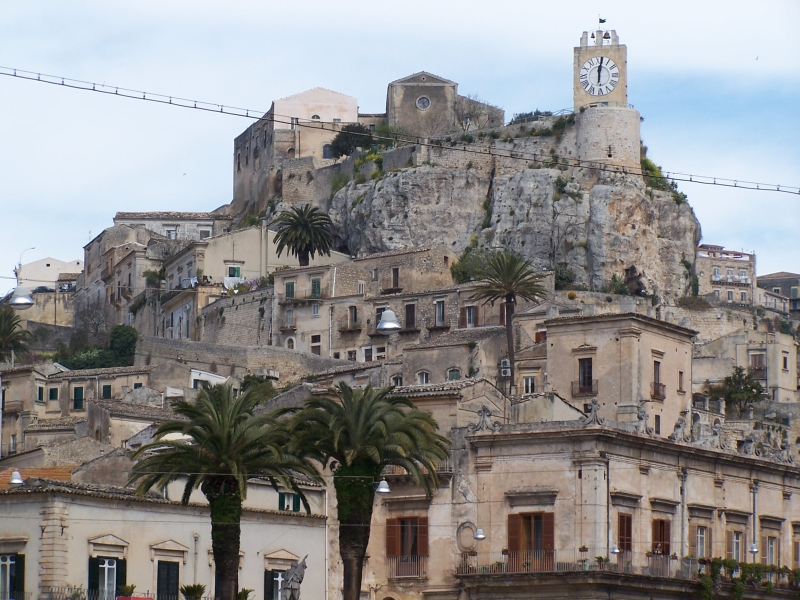
قصر الكونت في موذقة
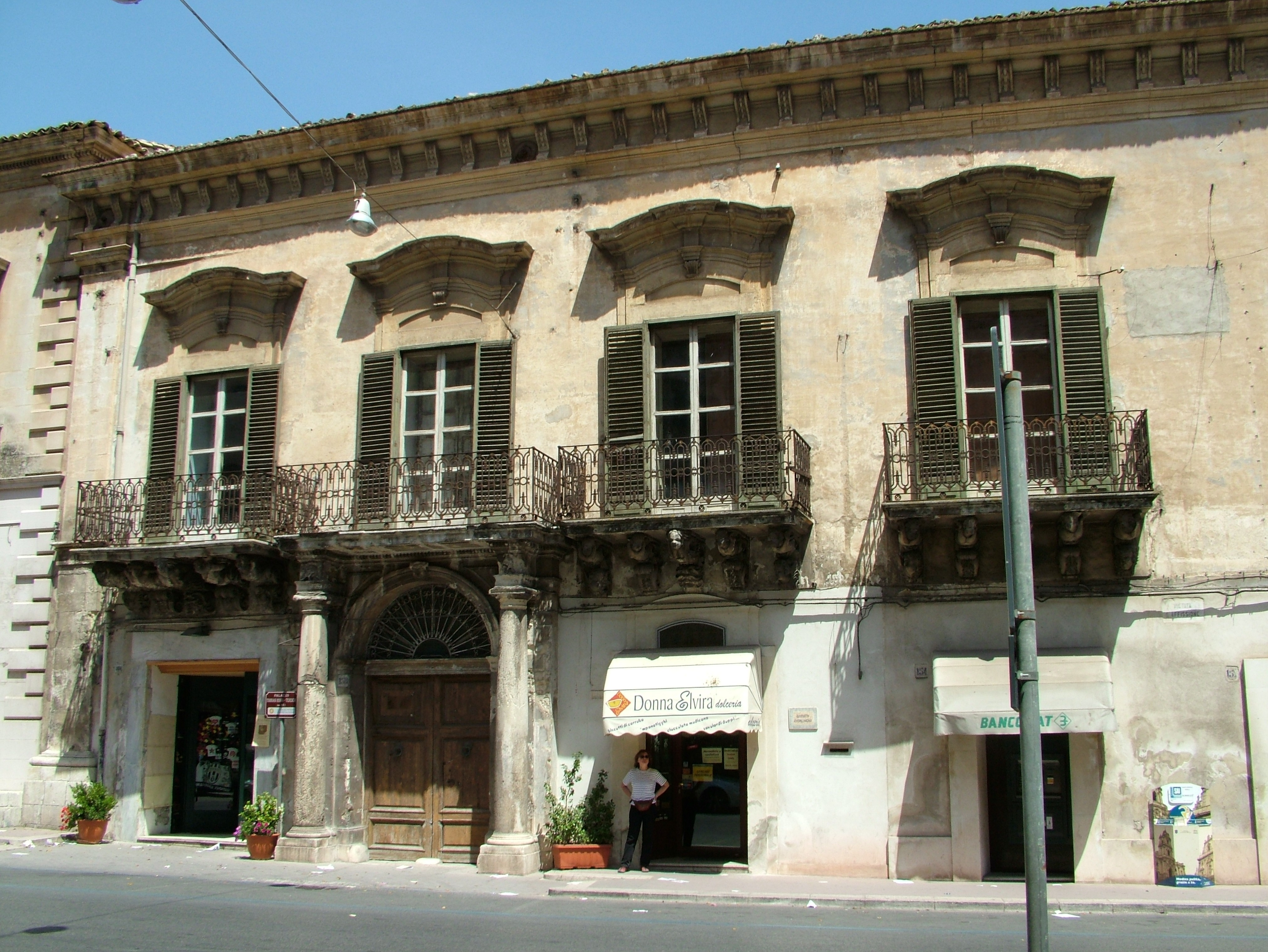
قصر عائلة تيديسكي

## توأمة
لموذقة اتفاقيات توأمة مع:
- ألتامورا

## أعلام
- سالفاتوري كوازيمودو
- جوزيبي دراغو
- آنا فينوكتشيارو
- أوريليو غريمالدي